# 长沙北站
长沙北站原名霞凝站，是一个京广线上的铁路车站，位于湖南省长沙市望城区谷山乡，建于1918年，目前为四等站，邮政编码为410202。目前客运：不办理旅客乘降；行李、包裹托运；货运：办理整车货物发到。
霞凝站原有6条到发线。2008年旧长沙北货场外迁至本站，车站进行重建工程。2011年4月，新霞凝站及货场建成并运行。新霞凝站设有12条到发线。到发场西侧为货场，设有5条贯通式货运线，分别为2股集装箱货物线、2股整车货物线和1股笨重货物线。车站北咽喉接轨金霞经济开发区专用线、丁字镇工业园专用线。本站于2017年12月1日由霞凝站更名为长沙北站，而此前长沙北支线上的原长沙北站已于2012年关闭。